# Eocursor
Eocursor là một chi khủng long, được Butler R. M. H. Smith & Norman mô tả khoa học năm 2007.